# Никада не реци збогом
Никада не реци збогом (шп. Nunca te diré adiós) перуанска је теленовела, продукцијских кућа Iguana Producciones и Venevision, снимана 2005.
У Србији је приказивана 2006. на телевизији Пинк.

## Синопсис
Прича о младој жени, коју је вољени мушкарац преварио и напустио, а она се после неколико година враћа у његов живот са жељом да се освети за претрпљену патњу…
Хуан Франциско долази у село на обали реке Ориноко да сними рекламу и тамо упознаје девојку Маки у коју се заљубљује на први поглед. Са њом проводи неколико најузбудљивијих дана у животу, али јој не признаје да у граду има вереницу. Будући таст га је уценио, па се Хуан враћа у град, али обећава Маки да ће се вратити. „Никада ти нећу рећи збогом“, рекао јој је, али се никад није вратио. Оженио се Фани, а Маки је родила његово дете, девојчицу Флореситу. Неколико година касније Франциско се враћа у село, решен да отме своју кћерку јер је Фанина породица лажно оптужила Маки за злочин који није починила. Стицајем околности уз себе има Рикарда, новинара и глумца, уз чију помоћ кује план да врати кћерку и да се освети онима који су је повредили. Када су сви помислили да је умрла, Маки је постала Сораја, Кампанита и Консуело – три потпуно различите жене које ће завести Хуан Франциска. Он воли Маки, то је његова судбина, а нико не може да пркоси судбини.

## Улоге
| Глумац:         | Улога:                         |
| --------------- | ------------------------------ |
| Паола Тојос     | Маки Сораја Кампанита Консуело |
| Луис Кабаљеро   | Хуан Франциско                 |
| Ванда де Исидро | Фани                           |
| Хари Гајтнер    | Рикардо                        |